# Урда, Данияр Темирулы
Данияр Темирулы Урда (каз. Данияр Темірұлы Орда; род. 29 мая 2003, Эмба, Актюбинская область) — казахстанский футболист, защитник клуба «Хан-Тенгри».

## Клубная карьера
Футбольную карьеру начинал в 2021 году в составе клуба «Кайрат-Жастар».
В 2022 году подписал контракт с клубом «Атырау». 23 октября 2022 года в матче против клуба «Астана» дебютировал в казахстанской Премьер-лиге (1:5).

## Карьера в сборной
13 ноября 2019 года дебютировал за сборную Казахстана до 17 лет в матче против сборной Германии до 17 лет (0:5).

## Клубная статистика
| Игровая карьера | Игровая карьера | Игровая карьера | Лига | Лига | Кубок | Кубок | Межд. | Межд. | Др. | Др. |
| --------------- | --------------- | --------------- | ---- | ---- | ----- | ----- | ----- | ----- | --- | --- |
| 2020            | Кайрат-Жастар   | Б               | —    | —    | —     | —     | —     | —     | —   | —   |
| 2021            | Кайрат-Жастар   | Б               | 3    | 0    | —     | —     | —     | —     | —   | —   |
| 2022            | Атырау          | А               | 1    | 0    | 2     | 0     | —     | —     | —   | —   |
| 2022            | Атырау М        | В               | 7    | 0    | —     | —     | —     | —     | —   | —   |